# Raffaellino del Garbo
Raffaellino del Garbo (San Lorenzo a Vigliano, vóór 1479 - Florence, 1524), ook wel Raffaellino Capponi, Raffaello de Florentia of Raffaello de Carolis genoemd, was een Italiaans kunstschilder. 
Als leerling van Filippino Lippi was hij tot 1490 werkzaam in diens atelier. Zijn stijl was zeer verfijnd en werd geroemd om zijn grootse mogelijkheden, maar door een ongelukkig huwelijk en andere tegenslagen werd zijn schilderstijl slecht. Desondanks had hij enkele leerlingen, waaronder Agnolo Bronzino. 
Enkele van zijn beste werken zijn onder andere te zien in Berlijn en Parijs. In de Santo Spirito te Florence is nog een van zijn altaarstukken in situ te bewonderen. Als zijn meesterwerk wordt meestal de plafondschildering in de Santa Maria sopra Minerva te Rome genoemd. 
Zijn werken behoren tot de vroegrenaissance.

## Galerij

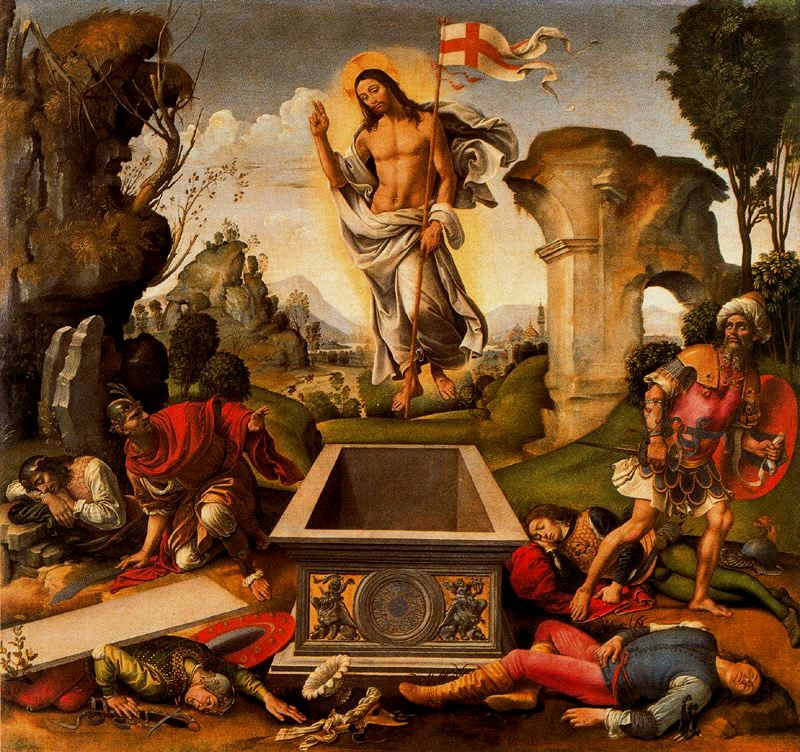
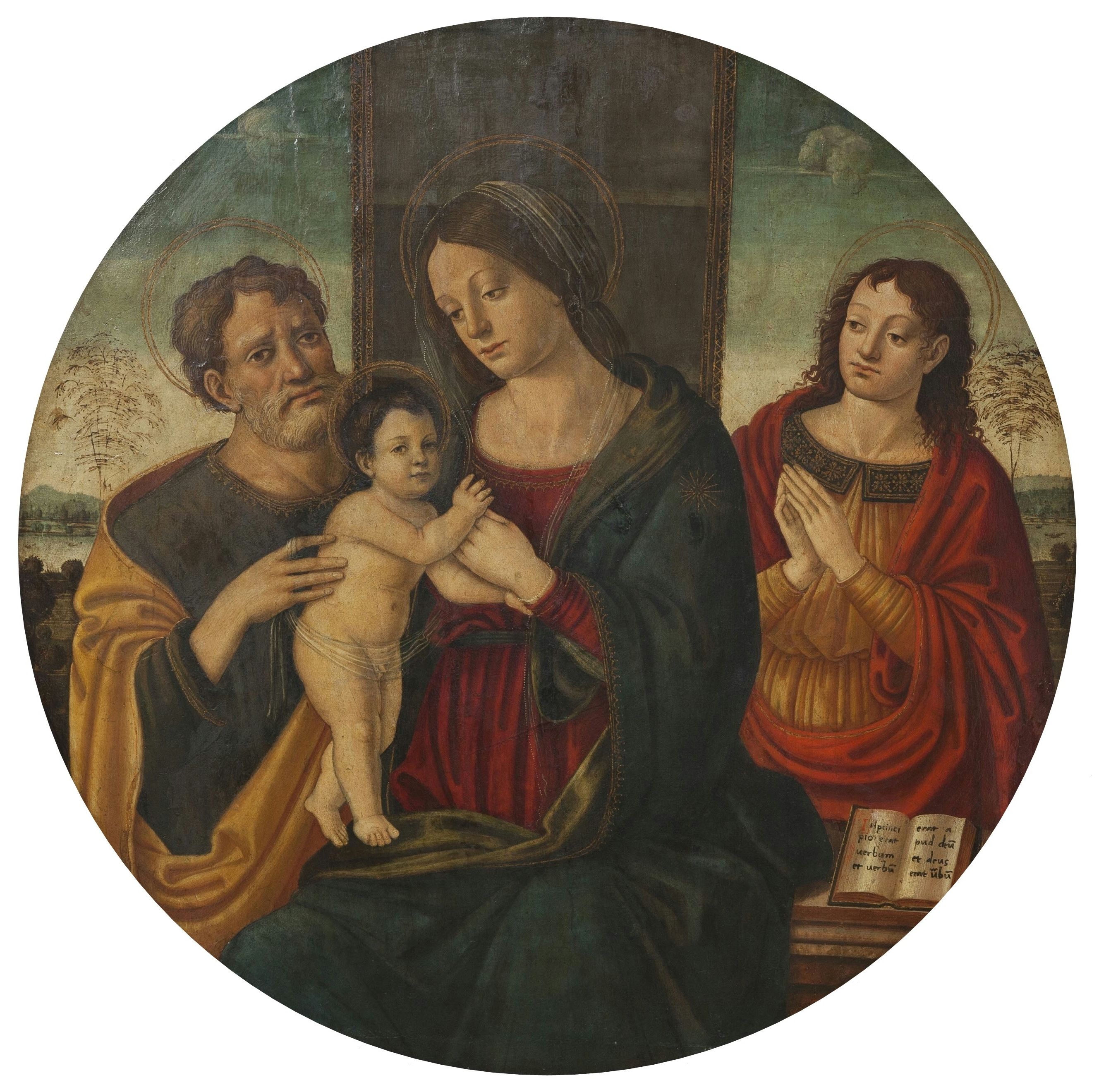
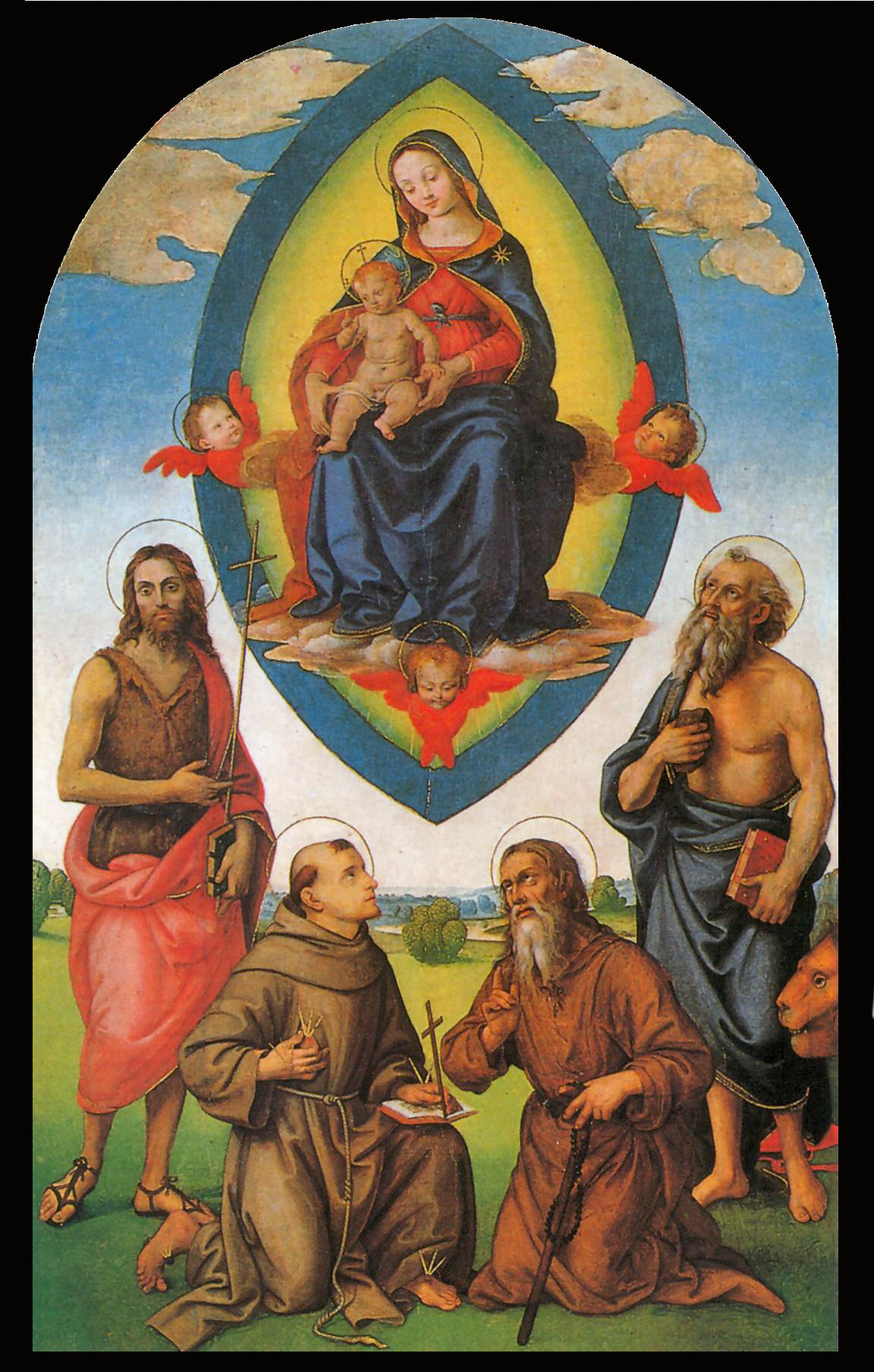

- Biblioteca Nacional de España: XX4833294
- Gemeinsame Normdatei: 119167476
- International Standard Name Identifier: 0000 0001 1578 7182
- KulturNav: 6af59f9b-8a0a-424b-abd3-1e91f77cea87
- RKD-Nederlands Instituut voor Kunstgeschiedenis: 65433
- SNAC: w6zw9b1g
- Union List of Artist Names: 500002831
- Virtual International Authority File: 95697942
- WorldCat: E39PBJr3xfk9rBGTjgty8Mm8G3